# 엘 게타르 전투
엘 게타르 전투는 1943년 3월 23일부터 1943년 4월 3일까지 튀니지 중남부 엘 게타르에서 일어난 제2차 세계 대전의 튀니지 전역의 전투이다.
이 전투는 조지 S. 패튼이 이끄는 미국의 육군 2군단, 한스위르겐 폰 아르님이 이끄는 나치 독일의 아프리카 군단 기갑사단, 이탈리아 왕국의 조반니 메세가 이끄는 군단이 참전했다.

### 전투
한스위르겐 폰 아르님은 독일의 제10기갑사단과 이탈리아의 제131기갑사단은 패튼의 제2군단을 밀어내라는 명령을 받았다.
독일 전차가 미군을 궤멸 시키며 시디 부지드 카세린처럼 같은 전투가 벌어졌지만 미군의 지뢰, 대대적인 야포 포격, 대전차포(m10)의 저격당해 추축군 전차 30대를 잃었다.
미군의 반격으로 추축군들이 가베스로 후퇴시키게 했다.
영국군과 미군이 엘 게타르와 가베스가 연결되면서 엘 게타르 전투가 종료되었다.

## 전투 편성

### 연합군
제2군단 - 조지 S. 패튼 중장
- 제1보병사단 (미국)

### 추축군
아프리카 집단군 - 한스위르겐 폰 아르님 상급대장
- 제1군 - 조반니 메세
  - 아프리카 군단
    - 제10기갑사단
    - 제131기갑사단(센타우로)